# لويس بارازا
لويس بارازا (بالإنجليزية: Luis Barraza)‏ هو لاعب كرة قدم أمريكي في مركز حراسة المرمى، ولد في 8 نوفمبر 1996 في لاس كروسيس في الولايات المتحدة.

## وصلات خارجية
- لويس بارازا على موقع الدوري الأمريكي (الإنجليزية)
- لويس بارازا على موقع قاعدة بيانات كرة القدم.إي يو (الإنجليزية)
- لويس بارازا على موقع Soccerway.com (الإنجليزية)